# 조병세 (1827년)
조병세(趙秉世, 1827년 ~ 1905년 12월 1일)는 조선 말기의 문신·순국열사다. 자는 치현(穉顯), 호는 산재(山齋), 본관은 양주다.
철종 때 문과에 급제한 뒤, 1889년 우의정을 거쳐 1893년 좌의정이 되었다. 1894년 갑오경장으로 관제가 개혁되자 사직하고 가평에 은거하였다. 1905년 을사조약이 체결되자, 상경하여 을사 5적신의 처형을 황제에게 간청했으나, 일제의 방해로 이루지 못하였다. 심상훈·민영환 등과 함께 여러 날 궁궐에 머물며 을사조약의 무효를 상소하다, 일본군에게 강제로 끌려가 해산되었다. 그러자 각국 공사 및 동포에게 보내는 글과 유서를 남기고 음독 자결하였다. 향년 78세. 시호는 충정(忠正)이다.

## 사후
- 대한민국 정부는 그의 공훈을 기려 1962년 대한민국 건국공로훈장 중장(건국훈장 대한민국장)을 추서하였다.

## 가족 관계
- 증조부 : 조명철(趙命喆, 1754~?) - 사복시판관(司僕寺判官)
- 조부 : 조진영(趙鎭永, 1775~?) - 1807년 진사 합격. 이조참판에 추증.
- 아버지 : 조유순(趙有淳, 1803~?) - 홍천 현감(洪川縣監). 이조판서에 추증.
- 어머니 : 대구서씨(大丘徐氏) - 1795년 진사 서직수(徐稷修, 1760~1823)의 둘째딸.
- 아내 : 광산김씨(光山金氏) - 1819년 생원, 포천현감 김준현(金準鉉, 1793~?)의 딸
  - 아들 : 조태희(趙台熙, 1857~?) - 1874년 진사 합격. 종2품 가선대부 내부협판에 추증.
    - 손자 : 조중목(趙重穆, 1874~?) - 1893년 문과 급제. 탁지협판, 경기도관찰사. 궁내부 특진관. 생부 조용희(趙用熙).
- 동생 : 조병창(趙秉昌)
- 이 문서에는 다음커뮤니케이션(현 카카오)에서 GFDL 또는 CC-SA 라이선스로 배포한 글로벌 세계대백과사전의 내용을 기초로 작성된 글이 포함되어 있습니다.